# Diva!
Pour plus de détails, voir Fiche technique et Distribution.
Diva! est un film italien réalisé par Francesco Patierno, sorti en 2017, avec Barbora Bobulova, Anita Caprioli, Carolina Crescentini, Silvia D'Amico, Isabella Ferrari, Anna Foglietta, Carlotta Natoli et Greta Scarano dans les rôles principaux. Il s'agit d'un film biographique consacré à la vie et à la carrière de l'actrice Valentina Cortese, incarnée à l'écran par huit actrices différentes et adapté de l'autobiographie Quanti sono i domani passati écrite par Cortese avec l'aide d'Enrico Rotelli en 2012.

## Synopsis
Le flm fait le récit de la vie et la carrière de l'actrice italienne Valentina Cortese, considérée comme l'une des dernières divas du cinéma et du théâtre italien.

## Fiche technique
- Titre : Diva!
- Titre original : Diva!
- Réalisation : Francesco Patierno
- Scénario : Francesco Patierno, d'après le roman Quanti sono i domani passati de Valentina Cortese et Enrico Rotelli
- Photographie : Michele D'Attanasio (it)
- Montage : Maria Fantastica Valmori
- Musique : The Spectrum
- Costumes : Massimo Cantini Parrini
- Producteur : Andrea De Micheli, Luca Oddo et Daniele Orazi
- Société de production : Casta Diva Pictures, DO Consulting & Production, Fenix
- Pays d'origine :  Italie
- Langue : Italien
- Format : Couleur
- Genre : Film biographique
- Durée : 75 minutes
- Dates de sortie : 
  -  Italie : 2 septembre 2017 (Mostra de Venise 2017)
  -  Italie : 7 juin 2018

## Distribution
- Barbora Bobulova: Valentina Cortese
- Anita Caprioli: Valentina Cortese
- Carolina Crescentini: Valentina Cortese
- Silvia D'Amico: Valentina Cortese
- Isabella Ferrari: Valentina Cortese
- Anna Foglietta: Valentina Cortese
- Carlotta Natoli: Valentina Cortese
- Greta Scarano: Valentina Cortese
- Michele Riondino: Giorgio Strehler

## Autour du film
- Diva ! est une adaptation du roman autobiographique Quanti sono i domani passati écrit par Cortese avec la collaboration d'Enrico Rotelli.